# 石香薷
石香薷（学名：Mosla chinensis）为唇形科石荠苧属下的一个种。

## 外部連結
- 香薷 Xiangru （页面存档备份，存于） 中藥材圖像數據庫 (香港浸會大學中醫藥學院)

## 扩展阅读
- 維基物種上的相關：石香薷

[在维基数据编辑]
 《植物名實圖考·石香薷》，出自吳其濬《植物名實圖考》